# 林潤一
林 潤一（1976年7月17日 - ）は、事業プロデューサー、音楽プロデューサー。東京都中野区出身。
グラミー賞アーティストのアレステッド・ディベロップメントや倉木麻衣、中島美嘉、INFINITY16（feat MINMI、若旦那、MOOMIN）などメジャー・レコード会社から通算8枚のリミックスCDをリリース、その間、ビクターエンタテインメントの作曲家オーディションの審査委員長を務めるなど、数々のヒットを世の中に飛ばした後、広告業界にもフィールドを広げ商品開発からメディア開発までを手がけるプロデューサー。